# Лакомб (коммуна)
Лако́мб (фр. Lacombe) — коммуна во Франции, находится в регионе Лангедок — Руссильон. Департамент коммуны — Од. Входит в состав кантона Сессак. Округ коммуны — Каркасон.
Код INSEE коммуны — 11182.

## Население
Население коммуны на 2008 год составляло 166 человек.
| 1962 | 1968 | 1975 | 1982 | 1990 | 1999 | 2008 |
| ---- | ---- | ---- | ---- | ---- | ---- | ---- |
| 131  | 153  | 163  | 150  | 139  | 114  | 166  |

## Экономика
В 2007 году среди 85 человек в трудоспособном возрасте (15—64 лет) 57 были экономически активными, 28 — неактивными (показатель активности — 67,1 %, в 1999 году было 63,6 %). Из 57 активных работали 55 человек (27 мужчин и 28 женщин), безработных было 2 (1 мужчина и 1 женщина). Среди 28 неактивных 4 человека были учениками или студентами, 10 — пенсионерами, 14 были неактивными по другим причинам.